# Брагин, Константин Константинович
Константин Константинович Брагин (1882—1963) — капитан 10-го гренадерского Малороссийского полка, герой Первой мировой войны, участник Белого движения.

## Биография
Из дворян Вологодской губернии. Старший брат Александр (1881—1917) — также георгиевский кавалер
В 1905 году окончил Тифлисское пехотное юнкерское училище, откуда выпущен был подпоручиком в 5-й Финляндский стрелковый полк.
2 января 1906 года переведен в пулеметную роту 2-й Финляндской стрелковой бригады, а 22 марта 1907 года — обратно в 5-й Финляндский стрелковый полк. Произведен в поручики 10 сентября 1908 года, в штабс-капитаны — 15 октября 1912 года. 29 апреля 1914 года переведен в Военную типографию императрицы Екатерины Великой, где исправлял должность младшего корректора.
С началом Первой мировой войны, 4 октября 1914 года переведен в 10-й гренадерский Малороссийский полк. Пожалован Георгиевским оружием
За то, что в боях 4-го, 5-го и 6-го ноября 1914 года под кр. Краков, командуя ротой в 115 нижних чинов и занимая важный для нас участок на правом фланге полка, отбивал бесчисленные атаки противника, поддерживаемые могущественным огнем тяжелой артиллерии, затем перешел в контр-атаку и, лично ведя роту под сильным огнем по ровной и открытой местности, лихим штыковым ударом выбил противника из занимаемых им окопов, захватив несколько сот пленных, после чего был тяжело ранен пулей в грудь на-вылет.
Произведен в капитаны 8 ноября 1916 года «за выслугу лет». 2 февраля 1917 года переведен в 44-е броневое автомобильное отделение
Произведен в подполковники 6 сентября 1917 года.
В Гражданскую войну участвовал в Белом движении в составе Вооруженных сил Юга России и Русской армии. До 21 марта 1920 года был командиром 2-го броневого автомобильного дивизиона, в Русской армии — до эвакуации Крыма. На 18 декабря 1920 года — полковник 3-го батальона Технического полка в Галлиполи.
Осенью 1925 года — в составе Технического батальона в Югославии. В эмиграции там же. В 1930 году возглавлял группу Общества галлиполийцев в Дубровнике. В годы Второй мировой войны служил в Русском корпусе. Умер в 1963 году в бельгийском городе Элуж. Похоронен там же.

## Награды
- Орден Святого Владимира 4-й ст. с мечами и бантом (ВП 3.08.1915)
- Орден Святой Анны 4-й ст. с надписью «за храбрость» (ВП 28.10.1915)
- Георгиевское оружие (ВП 7.02.1916)
- Орден Святого Станислава 3-й ст. с мечами и бантом (ВП 3.07.1916)
- старшинство в чине штабс-капитана с 9 августа 1911 года (ВП 21.10.1916)